# Listopad 2015

## 30 listopada
- Francuska policja przeprowadziła ponad 2 tys. obław i zatrzymała 210 osób w trakcie poszukiwań podejrzanych o udział w paryskich zamachach terrorystycznych z 13 listopada. Funkcjonariusze tropili zamachowców, którzy przeżyli oraz osób, które mogły pomagać terrorystom. (onet.pl)
- Minister obrony Rosji, Siergiej Szojgu, zapowiedział powstanie baz wojskowych na dwóch kurylskich wyspach, co „ma sprzyjać podniesieniu gotowości bojowej na wschodnich rubieżach”. Cztery wyspy z łańcucha Kurylów to przedmiot sporu Rosji z Japonią. (onet.pl)
- Międzynarodowy Fundusz Walutowy ogłosił, iż od 1 października 2016 chiński Yuan zostanie włączony do koszyka SDR – międzynarodowej jednostki rozrachunkowej w obrocie bezgotówkowym. (Bankier.pl)

## 29 listopada
- Co najmniej 18 osób zginęło, a kilkadziesiąt zostało rannych w wyniku nalotów rosyjskiego lotnictwa na miasto Ariha w północno-zachodniej części Syrii. (onet.pl)
- W pobliżu miast Sindżar w Iraku odkryto zbiorowy grób z ciałami 120 jezydów zabitych przez Państwo Islamskie. (wp.pl)
- Co najmniej 6 osób poniosło śmierć podczas buntu, który wybuchł w przeludnionym więzieniu w Gwatemali. Więźniowie, z których część była uzbrojona w broń automatyczną, zaatakowali strażników. Na miejsce wysłano specjalne oddziały policji i wojsko. (wp.pl)
- Jedna osoba zginęła, a około 40 zostało rannych na uniwersytecie w Nairobi podczas ćwiczeń bezpieczeństwa, obejmujących symulację ataku terrorystycznego, co wywołało panikę. (wp.pl)
- Do starć między policją a uczestnikami nielegalnej demonstracji w obronie klimatu i demokracji doszło na placu Republiki w centrum Paryża. Około 200 demonstrantów, z których część była zamaskowana, starło się z policją na ulicy prowadzącej na plac. (wp.pl)
- Po raz pierwszy od 79 lat w tenisowych rozgrywkach Pucharu Davisa triumfowała Wielka Brytania, która w rozegranym w Gandawie finale pokonała Belgię 3:1. (SportoweFakty.pl)

## 28 listopada
- Czterech egipskich policjantów zginęło od strzałów oddanych przez przejeżdżających na motocyklu dżihadystów. Do incydentu doszło w miejscowości Sakkara na południe od Kairu. Do ataku przyznała się związana z Państwem Islamskim grupa dżihadystów. (onet.pl)
- Dwaj gwinejscy żołnierze oraz jeden pracownik cywilny przebywający na misji pokojowej o kryptonimie MINUSMA zginęli w ataku rakietowym na bazę ONZ w Kidal w północnej części Mali. Według ONZ co najmniej 14 osób zostało rannych. (wp.pl)
- Do starć między policją a migrantami doszło na granicy Grecji i Macedonii, gdzie macedońska armia rozpoczęła budowę metalowego ogrodzenia, by kontrolować ruch migrantów. Czterech policjantów zostało rannych. (wp.pl)
- Ok. 15 tys. Arabów, obywateli Izraela, demonstrowało przeciwko wydanemu przez izraelskie władze zakazowi działalności radykalnego skrzydła popularnej organizacji Ruch Islamski. Zakaz wydano w związku z ostatnią falą ataków nożowników. (onet.pl)
- Zakończyły się, rozgrywane w Houston, mistrzostwa świata w podnoszeniu ciężarów. (pzpc.pl)
- Brytyjski pięściarz Tyson Fury pokonał jednogłośnie na punkty (115:112, 115:112, 116:111) Ukraińca Władimira Kliczkę w walce o mistrzostwo świata w wadze ciężkiej federacji WBA, WBO i IBF w Düsseldorfie. Kliczko stracił tytuł po 12 latach. (tvn24.pl)

## 27 listopada
- Co najmniej 21 osób zginęło a kilkadziesiąt zostało rannych w wyniku samobójczego zamachu na szyicką procesję w stanie Kano na północy Nigerii. (onet.pl)
- 12 cywilów, w tym pięcioro dzieci, zginęło w wyniku nalotów na miasto Ar-Rakka, bastion dżihadystów z Państwa Islamskiego w północnej Syrii. (wp.pl)
- Uzbrojony mężczyzna otworzył ogień w klinice planowania rodziny w Colorado Springs w stanie Kolorado, w wyniku czego zmarły trzy osoby, a dziewięć zostało rannych. Sprawcę zatrzymano. (wp.pl)
- W kolejnych atakach w Jerozolimie i na Zachodnim Brzegu Jordanu zginęło dwóch Palestyńczyków, a siedmiu izraelskich żołnierzy zostało rannych. (tvn24.pl)
- Nigeryjscy piraci dostali się na pokład drobnicowca „Szafir”, który płynął z Antwerpii do Onee w Nigerii. Na pokładzie znajdowało się 16 Polaków, z których porwani zostali kapitan, trzech oficerów i marynarz. (wyborcza.pl)
- Dziesiątki tysięcy uczniów protestowało w stolicy Nepalu, Katmandu, przeciwko blokadzie granicy, która doprowadziła do poważnych braków paliwa w kraju i wzrostu cen żywności. (onet.pl)

## 26 listopada
- Do 15 wzrosła liczba ofiar śmiertelnych katastrofy śmigłowca transportowego Mi-8, który rozbił się w Kraju Krasnojarskim na Syberii w środkowo-wschodniej Rosji. Dziesięć osób zostało rannych. (wp.pl)
- Amerykanin Ashton Eaton i Etiopka Genzebe Dibaba zostali wybrani lekkoatletami 2015 roku w plebiscycie IAAF World Athlete of the Year.  (pzla.pl)

## 25 listopada
- Niemcy chcą wysłać do 650 żołnierzy do afrykańskiego Mali. Ma to m.in. odciążyć Francję w walce z Państwem Islamskim. (tvn24.pl)
- Kilkuset demonstrantów obrzucało kamieniami i jajkami ambasadę Turcji w Moskwie i potłukło szyby w budynku. Do protestu doszło dzień po śmierci rosyjskiego pilota, którego bombowiec został zestrzelony przez tureckie myśliwce. (onet.pl)
- W Rzymie podczas wymiany rury gazowej pod nawierzchnią ulicy odnaleziono udekorowaną freskami komnatę sprzed około 2 tys.lat. Odkrycia dokonano na głębokości 4 m przy ulicy La Marmora w dzielnicy Esquilino w rejonie, w którym według archeologów w czasach Cesarstwa Rzymskiego znajdowała się bogata rezydencja. (onet.pl)

## 24 listopada
- Co najmniej 24 osoby zginęły, a 10 zostało rannych w wypadku drogowym na wschodzie Meksyku. (tvn24.pl)
- Co najmniej 18 afrykańskich uchodźców zginęło w wyniku pożaru, do jakiego doszło w obozie dla imigrantów na południu Algierii. (wp.pl)
- * Zamachowiec samobójca przeprowadził atak na autobus w centrum Tunisu, przewożący członków ochrony prezydenta Tunezji. W wyniku eksplozji bomby zginęło 13 osób, a kilkanaście zostało rannych. (wp.pl)
- Cztery osoby zginęły a 12 zostało rannych w wyniku wybuchu dwóch bomb w samochodach w egipskim mieście Al-Arisz na Półwyspie Synaj. (wp.pl)
- W rejonie syryjsko-tureckiej granicy Turcja zestrzeliła rosyjski bombowiec Su-24. Strącona maszyna miała naruszyć turecką przestrzeń powietrzną i zignorować ostrzeżenia sił powietrznych. Dwóch pilotów zestrzelonego samolotu katapultowało się. (onet.pl)

## 23 listopada
- Co najmniej 16 osób zostało rannych i przewiezionych do szpitala w rezultacie strzelaniny w parku rozrywki w Nowym Orleanie w stanie Luizjana. (wp.pl)
- Rosyjskie siły powietrzne przeprowadziły przez weekend 141 nalotów w Syrii i uderzyły w 472 cele terrorystów. (wp.pl)

## 22 listopada
- Co najmniej 103 osoby zginęły w stanie Kaczin w północnej Birmie w wyniku osunięcia się ziemi w pobliżu kopalni jadeitu. 100 osób jest zaginionych. (wp.pl)
- Rosyjski Narodowy Komitet Antyterrorystyczny poinformował o przeprowadzeniu operacji w Nalczyku, stolicy Kabardo-Bałkarii, w której zginęło 10 członków organizacji współpracującej z Państwem Islamskim. (tvn24.pl)
- W wyniku ataków Palestyńczyków na Izraelczyków zginęła jedna osoba i troje napastników. (onet.pl)
- W wyniku wysadzenia linii przesyłowych na terytorium Ukrainy w obwodzie chersońskim na Krymie bez prądu zostało 1 milion 800 tys. ludzi. Jest to kolejny akt sabotażu mający na celu odcięcie półwyspu od ukraińskiej energii elektrycznej. (wp.pl)
- Kraje Azji Południowo-Wschodniej utworzyły wspólnotę gospodarczą, która ma stworzyć warunki dla swobodniejszego przepływu handlu i kapitału w regionie zamieszkanym przez 625 mln ludzi oraz produkującym towary i usługi warte łącznie 2,6 biliona dolarów. (onet.pl)
- W finale rozegranego w Londynie turnieju tenisowego ATP World Tour Finals Serb Novak Đoković pokonał Szwajcara Rogera Federera. (protennislive.com)
- Podczas zawodów pucharu świata w łyżwiarstwie szybkim w Salt Lake City rekord świata na dystansie 1000 metrów ustanowiła Amerykanka Brittany Bowe (1:12,18). (live.isuresults.eu)

## 21 listopada
- 21 górników zginęło, a jeden zaginął w pożarze w kopalni, który wybuchł w prowincji Heilongjiang w północno-wschodnich Chinach. (tvn24.pl)
- W katastrofie śmigłowca, do której doszło na lodowcu Fox w Nowej Zelandii, zginęło czterech Brytyjczyków i dwóch Australijczyków, a także pilot. (wp.pl)
- Podczas zawodów pucharu świata w łyżwiarstwie szybkim w Salt Lake City rekordy świata ustanowili: reprezentujący Kanadę Ted-Jan Bloemen (12:36,30 na 10 000 metrów) oraz Amerykanka Heather Richardson-Bergsma (1:50,85 na 1500 metrów). (pzls.pl)
- Synod diecezjalny wybrał ks. Adriana Korczago na posługę biskupa diecezji cieszyńskiej (luteranie.pl)

## 20 listopada
- Blisko 40 osób zginęło wyniku nalotów przeprowadzonych przez rosyjskie i syryjskie samoloty na obszarach kontrolowanych przez dżihadystów z Państwa Islamskiego w prowincji Dajr az-Zaur, na wschodzie Syrii. (wp.pl)
- Chińska policja w regionie Sinciang na północnym zachodzie kraju zabiła 28 członków „ugrupowania terrorystycznego”, które przeprowadziło we wrześniu atak na kopalnię węgla, gdzie zginęło 16 osób. (tvn24.pl)
- Atak na hotel Radisson Blu w Bamako: w zaatakowanym przez terrorystów hotelu w stolicy Mali, Bamako, znaleziono ciała 18 osób. Do zamachu przyznała się organizacja dżihadystyczna Al-Murabitun, stowarzyszona z Al-Ka’idą. (wp.pl)
- Ponad 2,6 tys. żołnierzy sił rządowych zginęło w trwającym od wiosny ubiegłego roku konflikcie na Ukrainie. (tvn24.pl)
- W Kolumbii aresztowano 22 przemytników, którzy chcieli przewieźć ukrytą w kwiatach kokainę i heroinę z lotniska w Bogocie do Europy, Stanów Zjednoczonych i Ameryki Środkowej. (onet.pl)
- Drugi co do wielkości diament świata znaleziono w kopalni w Botswanie. Klejnot o rozmiarach 65x56x40 milimetrów waży 1111 karatów. Tak dużego diamentu nie znaleziono od ponad stu lat. (onet.pl)
- Podczas zawodów pucharu świata w łyżwiarstwie szybkim w Salt Lake City rekord świata na dystansie 500 metrów ustanowił Rosjanin Pawieł Kuliżnikow (33,98). (live.isuresults.eu, pzls.pl)

## 19 listopada
- Nie żyje dwóch z trzech Izraelczyków zaatakowanych w czwartek nożem w Tel Awiwie. Aresztowano Palestyńczyka podejrzanego o dokonanie tej napaści. Z kolei w ataku na Zachodnim Brzegu Jordanu zginęły trzy osoby, w tym 18-letni Amerykanin. (tvn24.pl)
- Państwo Islamskie zabiło w tym roku poza swym samozwańczym kalifatem położonym na terytoriach Syrii i Iraku ponad 800 osób w trakcie zamachów, egzekucji lub zainspirowanych przez nie ataków. (wp.pl)
- Kilka tysięcy lewicowych demonstrantów protestujących przeciwko rozpoczętemu w stolicy Filipin szczytowi państw członkowskich Wspólnoty Gospodarczej Azji i Pacyfiku starło się z policją. Obrady zdominowały sprawy bezpieczeństwa i walki z terroryzmem. (onet.pl)
- Tysiące nacjonalistów protestowały w Budapeszcie przeciwko imigrantom i polityce migracyjnej Unii Europejskiej. Manifestację zorganizowała skrajnie prawicowa partia Jobbik. (onet.pl)
- Rosja i Chiny podpisały kontrakt na sprzedaż 24 myśliwców Su-35. Wartość transakcji jest szacowana na 2 mld dolarów. (tvn24.pl)

## 18 listopada
- Ponad 30 osób zginęło, a 80 zostało rannych w zamachu bombowym w mieście Yola w północno-wschodniej Nigerii. (wp.pl)
- Co najmniej piętnaście osób zginęło, a ponad 50 zostało rannych w dwóch samobójczych zamachach, do których doszło na targowisku w Kano na północy Nigerii. (onet.pl)
- Dwóch bośniackich żołnierzy zginęło, a cztery inne osoby zostały ranne w wyniku ataku, do którego doszło wieczorem niedaleko koszar na obrzeżach Sarajewa. Nie żyje także napastnik, który popełnił samobójstwo po tym, jak policja otoczyła jego dom. (tvn24.pl)
- Francja i Rosja uderzyły w terrorystów Państwa Islamskiego w Syrii. Podczas nalotów zginęło 33 dżihadystów, a dziesiątki zostało rannych. (onet.pl)
- Sejm Rzeczypospolitej Polskiej udzielił wotum zaufania Radzie Ministrów pod kierownictwem Beaty Szydło. (sejm.gov.pl)
- Barclays musi zapłacić nadzorowi finansowemu stanu Nowy Jork dodatkowe 150 mln dolarów kary w ramach ugody w sprawie manipulowania rynkiem walutowym. (tvn24bis.pl)

## 17 listopada
- Prawie 300 ciał zostało znalezionych pod linią tramwajową w Manchesterze przez pracowników kolei. (wp.pl)
- W trzęsieniu ziemi o sile 6,5 stopnia w skali Richtera z epicentrum na Morzu Jońskim zginęła co najmniej jedna osoba na greckiej wyspie Leukada. Zniszczonych zostało kilka budynków. (tvnmeteo.tvn24.pl)
- Prezydent Andrzej Duda ułaskawił byłego szefa CBA – Mariusza Kamińskiego, skazanego przez Sąd Rejonowy Warszawa-Śródmieście wyrokiem na karę 3 lat bezwzględnego pozbawienia wolności. W nowo powstałym Rządzie Beaty Szydło Kamiński będzie ministrem, koordynatorem służb specjalnych. (tvn24.pl)

## 16 listopada
- Trwające od tygodnia ulewy w południowych prowincjach Indii spowodowały śmierć 71 osób. Zatopionych jest wiele farm i domów. (onet.pl)
- Egipskie siły bezpieczeństwa zabiły 24 członków ugrupowania Prowincja Synaj, które podejrzewane jest o spowodowanie katastrofy rosyjskiego samolotu na półwyspie Synaj. (tvn24.pl)
- Dwaj Palestyńczycy zginęli, a trzej zostali ranni w starciach z izraelskim wojskiem w obozie dla uchodźców na Zachodnim Brzegu Jordanu. (onet.pl)
- Jedenaście osób, w tym ośmiu Syryjczyków, zatrzymano w związku z samobójczymi zamachami w Bejrucie, w których 12 listopada zginęły 44 osoby, a ok. 200 zostało rannych. (tvn24.pl)
- Do kilkunastu tys. zwolenników niemieckiego populistycznego, antyimigranckiego ruchu społecznego PEGIDA manifestowało wieczorem w Dreźnie, przypisując napływającym do Europy imigrantom odpowiedzialność za ataki terrorystyczne w Paryżu. (tvn24.pl)
- Ponad 400 osób policja ewakuowała z kolejowego Dworca Kurskiego w Moskwie po anonimowym telefonie o mającym nastąpić wybuchu. (wp.pl)
- Został zaprzysiężony Rząd Beaty Szydło.

## 15 listopada
- W rozegranym w Pradze finale Pucharu Federacji – drużynowych rozgrywkach kobiecych w tenisie ziemnym – Czeszki pokonały Rosjanki 3:2. (SportoweFakty.pl)
- Podczas zawodów pucharu świata w łyżwiarstwie szybkim w Calgary rekordy świata ustanowili: na dystansie 1500 metrów Amerykanka Brittany Bowe (1:51,59) oraz na 500 metrów Rosjanin Pawieł Kuliżnikow (34,00). (cbc.ca)

## 14 listopada
- Bojownicy kurdyjscy, peszmergowie, natrafili na zwłoki 120 dżihadystów z oddziałów bojowych Państwa Islamskiego, którzy zginęli podczas walk zakończonych wyzwoleniem Sindżaru, miasta w północnym Iraku. (wp.pl)
- Tureccy żołnierze zostali zaatakowani przez bojowników Państwa Islamskiego na granicy z Syrią; w wyniku wymiany ognia zginęło czterech dżihadystów. (tvn24.pl)
- W amerykańskim nalocie zginął przywódca Państwa Islamskiego w Libii. Pentagon poinformował, że ofiarą bombardowania padł Abu Nabil, znany również jako Wissam Najm Abd Zayd al Zubajdi, Irakijczyk, powiązany także z Al-Ka’idą. (wp.pl)
- Podczas zawodów pucharu świata w łyżwiarstwie szybkim w Calgary rekord świata na dystansie 1000 metrów ustanowiły kolejno dwie Amerykanki: Brittany Bowe (1:12,54) i Heather Richardson (1:12,51). (olympics.nbcsports.com)
- 10 osób zginęło we Francji w pociągu dużych prędkości TGV, który wykoleił się w pobliżu Strasburga podczas przejazdu próbnego na nowej trasie. Skład wypadł z torów i zapalił się, a część spadła z wiaduktu. Na pokładzie byli tylko technicy. (dziennik.pl, tvn24.pl)

## 13 listopada
- W serii ataków terrorystycznych w Paryżu zginęło co najmniej 120 osób a ponad 200 zostało rannych, w tym 80 jest w stanie ciężkim. Zamachowcy zaatakowali w 6 miejscach stolicy Francji (wp.pl, tvn24.pl)
- Co najmniej 17 osób zginęło, a 43 zostały ranne w samobójczym zamachu na pogrzebie w południowo-zachodniej dzielnicy Bagdadu. (onet.pl)
- Ukraiński cywilny helikopter rozbił się we wschodniej Słowacji. W wyniku katastrofy zginęło siedem osób. (wp.pl)
- Ciała siedmiorga niemowląt w stanie znacznego rozkładu znaleziono w budynku w mieście Wallenfels w Bawarii na południu Niemiec. (tvn24.pl)
- Izraelska rodzina została zaatakowana przez Palestyńczyka na Zachodnim Brzegu, w wyniku czego zginęły dwie osoby, a jedna została ranna. (onet.pl)
- Prezydent RP Andrzej Duda desygnował posłankę Prawa i Sprawiedliwości – Beatę Szydło na Prezesa Rady Ministrów. (tvn24.pl)
- W Moskwie ogłoszono nazwiska laureatów nagrody im. Jegora Gajdara za 2015 rok. Wśród laureatów jest historyk, szef sekcji polskiej w Memoriale, rosyjskiej organizacji pozarządowej dokumentującej zbrodnie stalinizmu Aleksandr Gurjanow. (wp.pl)
- Na skutek afery dopingowej rada IAAF zawiesiła Rosję w prawach członka światowej federacji. Decyzja oznacza, że lekkoatleci z tego kraju nie mogą uczestniczyć w międzynarodowych zawodach lekkoatletycznych. (pzla.pl)

## 12 listopada
- 41 osób zginęło w wyniku samobójczych zamachów bombowych przeprowadzonych w Bejrucie. Liczba rannych sięga 200 osób. Do zamachu przyznały się grupy bojowe Państwa Islamskiego walczące w sąsiedniej Syrii. (wp.pl)
- We Włoszech i innych krajach Europy aresztowano 17 osób podejrzewanych o działalność terrorystyczną podczas operacji przeprowadzonej przez karabinierów we współpracy z miejscowymi policjami. Wśród zatrzymanych są Kurdowie z Iraku i obywatel Kosowa. (tvn24.pl)
- Turecka policja zatrzymała w Stambule 11 podejrzanych o związki z Państwem Islamskim. (tvn24.pl)
- Prezes Rady Ministrów Ewa Kopacz podała swój rząd do dymisji.
- Sekretarz generalny ONZ Ban Ki Mun mianował włoskiego dyplomatę Filippo Grandiego nowym szefem ONZ-owskiej agencji do spraw uchodźców. (wp.pl)
- Niebieski brylant „Blue Moon” został sprzedany na aukcji w Genewie za 43,2 mln franków szwajcarskich (43 mln dolarów). (wp.pl)
- Rosyjscy śledczy potwierdzili autentyczność zwłok cara Mikołaja II i jego żony Aleksandry. Badania DNA przeprowadzono na prośbę zwierzchników Rosyjskiej Cerkwi Prawosławnej, którzy chcieli mieć pewność, że pochowane w soborze św. Piotra i Pawła w Sankt Petersburgu szczątki należą do ostatnich Romanowów panujących w Rosji. (tvn24.pl)

## 11 listopada
- Co najmniej 14 osób utonęło w drodze z Turcji na grecką wyspę Lesbos. (onet.pl)
- Lekarzom ze szpitala Sunnybrook w Toronto udało się po raz pierwszy w historii przekroczyć warstwę ochronną ludzkiego mózgu. Dzięki temu w innowacyjny sposób podali chorej na nowotwór pacjentce lek. (tvn24.pl)

## 10 listopada
- Niewielki odrzutowiec spadł na dom mieszkalny w miejscowości Akron w stanie Ohio. Władze potwierdziły śmierć dwóch osób, pilotów samolotu. Ofiar najpewniej będzie więcej, gdyż na pokładzie maszyny było prawdopodobnie jeszcze siedmiu pasażerów. (tvn24.pl)
- Ukraińskie Ministerstwo Obrony poinformowało o katastrofie samolotu szturmowego Su-25 pod Zaporożem w południowo-wschodniej Ukrainie. Nie żyje pilot. (tvn24.pl)
- Narodowy Komitet Antyterrorystyczny poinformował o zabiciu Roberta Zankiszijewa, którego przedstawił jako powiązanego z Państwem Islamskim przywódcę podziemia terrorystycznego w Kabardo-Bałkarii, republice na południu Federacji Rosyjskiej. (wp.pl)
- Premier Słowenii Miro Cerar zapowiedział, że jego kraj postawi tymczasowe ogrodzenie z drutu żyletkowego na granicy z Chorwacją, aby lepiej kontrolować przepływ migrantów. (wp.pl)
- Co najmniej 1800 pracowników zostało ewakuowanych z siedziby Microsoftu w Niemczech. Powodem był alarm bombowy. (wp.pl)

## 9 listopada
- Dwaj instruktorzy wojskowi z USA, jeden z RPA oraz trzej Jordańczycy zginęli, gdy jordański oficer zaczął strzelać na oślep w centrum szkolenia policji na przedmieściach Ammanu; sześć osób zostało rannych. (wp.pl)
- Egipska policja zabiła w Kairze Aszrafa Ali Ali Hasaneina al-Garabli, jednego z wysokich rangą członków Państwa Islamskiego w Egipcie. (onet.pl)
- Do 53 osób wzrósł bilans ofiar śmiertelnych katastrofy budowlanej, do której doszło w ubiegłym tygodniu pod Lahaur na wschodzie Pakistanu. (onet.pl)
- Konserwatywny opozycyjny sojusz Chorwackiej Wspólnoty Demokratycznej Tomislava Karamarki wygrał wybory do parlamentu, uzyskując 60 ze 151 mandatów. (wp.pl)
- Europejska inicjatywa obywatelska, protestująca przeciwko umowie UE-USA o wolnym handlu zebrała prawie 3,3 miliona podpisów. Listę z tymi podpisami przekazano w Berlinie przewodniczącemu Parlamentu Europejskiego Martinowi Schulzowi. (onet.pl)
- Obraz włoskiego malarza, tworzącego i mieszkającego w Paryżu, Amedeo Modiglianiego „Naga śpiąca” został sprzedany wieczorem na aukcji w Nowym Jorku za rekordową sumę 170,4 mln dolarów. (tvn24.pl)
- Za ponad 175 tys. euro sprzedano podczas aukcji zorganizowanej na północy Włoch dwa kilogramy białych trufli. Dochód ze sprzedaży, w której uczestniczyli koneserzy z całego świata, został przeznaczony na cele dobroczynne. (tvn24bis.pl)
- Rosja i Iran podpisały kontrakt na dostawę Teheranowi rakietowych systemów obrony przeciwlotniczej S-300P. (onet.pl)

## 8 listopada
- Co najmniej 23 cywilów zginęło wczoraj podczas nalotu bombowego sił rządowych na miasto Duma, na wschód od stolicy Syrii. (onet.pl)
- Palestyńczyk staranował samochodem grupę Izraelczyków na Zachodnim Brzegu, raniąc cztery osoby. Funkcjonariusze służb bezpieczeństwa zastrzelili kierowcę. W innym ataku ranna została jedna osoba. (wp.pl)
- W Birmie rozpoczęły się wybory parlamentarne, pierwsze wolne wybory w tym kraju od 25 lat. O miejsca w parlamencie ubiegają się 92 partie. (wp.pl)
- Chorwaci wybierają parlament, po raz pierwszy od przystąpienia ich kraju do Unii Europejskiej w 2013 r. (onet.pl)

## 7 listopada
- Pięć tys. osób demonstrowało w Berlinie przeciwko polityce migracyjnej kanclerz Angeli Merkel. Demonstrację zorganizowała prawicowo-populistyczna Alternatywa dla Niemiec. Do protestu dołączyli neonaziści. Lewica usiłowała zatrzymać pochód. (onet.pl)
- Dziesiątki tysięcy osób z całej Hiszpanii przeszły ulicami Madrytu w demonstracji przeciwko przemocy wobec kobiet; według oficjalnych danych w 2015 roku odnotowano 41 ofiar śmiertelnych. Marsz odbył się na apel ponad 400 organizacji kobiecych. (onet.pl)
- W centrum Edynburga odsłonięty został pomnik niedźwiedzia Wojtka, walczącego podczas drugiej wojny światowej u boku żołnierzy armii Andersa. (wp.pl)
- Za 2,4 mln dolarów sprzedano na aukcji w Beverly Hills w Kalifornii zaginioną ponad pół wieku temu gitarę Johna Lennona. (onet.pl)
- Trzęsienie ziemi o sile 6,8 w skali Richtera nawiedziło środkowe Chile. Epicentrum wstrząsów znajdowało się ok. 100 km na południe od portu Coquimbo, na głębokości 36 km. (wp.pl)
- Po rezygnacji dotychczasowego prezesa – Janusza Piechocińskiego – Rada Naczelna Polskiego Stronnictwa Ludowego wybrała na tę funkcję Władysława Kosiniaka-Kamysza. (tvn24.pl)

## 6 listopada
- Co najmniej 17 osób zginęło, a ponad 50 zostało rannych w wyniku złamania się zapory górniczej w Bento Rodrigues, w stanie Minas Gerais we wschodniej Brazylii. Fala odpadów górniczych i błota osunęła się, zalewając miasto. (onet.pl)
- Co najmniej dwie osoby zginęły, a 20 zostało rannych w zderzeniu pociągu osobowego z ciężarówką, do którego doszło niedaleko miejscowości Freihung w Niemczech. (wp.pl)
- Podczas demonstracji tysięcy antykapitalistów z ruchu Anonymous doszło do starć między policją a uczestnikami protestu. Zatrzymano 28 osób. 3 policjantów zostało rannych. Zamieszki miały miejsce w centrum Londynu w Dniu Guya Fawkesa. (wp.pl)
- Około 10 tys. ludzi przeszło trzeci dzień z kolei, ulicami Bukaresztu. Protestowali przeciw korupcji wśród rządzących, która ich zdaniem była przyczyną w klubie. Zginęły wtedy 32 osoby. (wp.pl)
- Niemiecki wywiad zagraniczny Bundesnachrichtendienst systematycznie inwigilował kraje zaprzyjaźnione, w tym resorty spraw wewnętrznych USA, Polski, Austrii, Danii i Chorwacji. (wp.pl)
- W południowo-wschodniej Francji zarejestrowano trzęsienie ziemi o sile 4,4 stopni w skali Richtera. Jego epicentrum było zlokalizowane koło miejscowości Barcelonnette w Alpach Prowansalskich, w odległości około stu kilometrów od Nicei. (onet.pl)

## 5 listopada
- Dziewięć osób zginęło, a cztery zostały ranne w czwartek w eksplozji samochodu pułapki na północnym wschodzie Libanu, niedaleko granicy z Syrią. (tvn24.pl)
- Niemiecki Deutsche Bank musi zapłacić USA 258 mln dolarów oraz zwolnić sześciu wysokiej rangi pracowników w ramach kary za pranie brudnych pieniędzy i robienie interesów z podmiotami działającymi w objętych sankcjami USA krajach, jak Sudan, Syria i Iran. (tvn24.pl)

## 4 listopada
- Rosyjski samolot transportowy, przewożący pasażerów, rozbił się po starcie z lotniska w Dżubie, stolicy Sudanu Południowego, w wyniku czego zginęło co najmniej 41 osób. (wp.pl)
- Co najmniej 18 osób zginęło, a 45 zostało rannych w wyniku zawalenia się dachu fabryki produkującej reklamówki w pobliżu pakistańskiego miasta Lahaur. (wp.pl)
- Niemiecka policja rozbiła międzynarodową siatkę przestępczą specjalizującą się w przemycie migrantów do Niemiec. Aresztowano 17 osób zajmujących się podrabianiem zezwoleń na pobyt i pracę. (wp.pl)
- W wyniku trwającej trzy tygodnie operacji Afgańczycy, wspierani przez Amerykanów, zniszczyli największy obóz szkoleniowy Al-Ka’idy, na jaki natknięto się w ciągu 14 lat wojny w Afganistanie. (onet.pl)
- Ponad 13 tys. osób demonstrowało przed siedzibą rumuńskiego rządu w Bukareszcie, domagając się dymisji premiera i szefa MSW po tragicznym pożarze w klubie młodzieżowym, w którym zginęły 32 osoby. Niedługo potem premier Victor Ponta podał się do dymisji. (wp.pl, wp.pl, radiozet.pl)
- Rząd Japonii uhonorował Bogdana Zdrojewskiego, b. ministra kultury i b. prezydenta Wrocławia, wysokim odznaczeniem – Orderem Wschodzącego Słońca, klasy Złota i Srebrna Gwiazda – za wkład w rozwój relacji między Japonią a Polską. (onet.pl)
- Prezydent Rosji Władimir Putin trzeci rok z rzędu znalazł się czele rankingu najbardziej wpływowych ludzi świata amerykańskiej edycji magazynu „Forbes”. Drugie miejsce zajmuje kanclerz Niemiec Angela Merkel, trzecie – prezydent USA Barack Obama. (onet.pl)

## 3 listopada
- Autobus pełen pasażerów, podróżujących licznie także na dachu pojazdu, zjechał z górskiej drogi w północno-zachodnim Nepalu i spadł ok. 150 metrów w dół stoku. W wypadku zginęło 30 osób, a 35 zostało rannych. (onet.pl)
- Dwoje polskich żeglarzy zginęło w wypadku jachtu około 100 kilometrów od Casablanki. (wp.pl)
- Turecka policja zatrzymała 44 osoby, w tym wysokich rangą urzędników i policjantów, w ramach operacji wymierzonej w zwolenników wpływowego duchownego Fethullaha Gülena, politycznego przeciwnika prezydenta Recepa Tayyipa Erdoğana. (onet.pl)
- Francuski pisarz, erudyta i znawca problematyki Bliskiego Wschodu Mathias Énard został tegorocznym laureatem Nagrody Goncourtów, prestiżowego wyróżnienia literackiego w świecie francuskojęzycznym. (onet.pl)

## 2 listopada
- W wyniku wojny domowej w Syrii zginęło w październiku co najmniej 4,2 tys. osób, w tym 960 cywilów. (tvn24.pl)
- Mieszkańcy sycylijskiego miasteczka Bagheria zerwali zmowę zmilczenia i zbuntowali się przeciw mafii. Dzięki zeznaniom 36 kupców i przedsiębiorców, których zmuszano do płacenia haraczu, zatrzymano 21 przestępców. (onet.pl)
- Rządząca partia Nowy Azerbejdżan prezydenta İlhama Əliyeva wygrała, zbojkotowane przez opozycję wybory parlamentarne w Azerbejdżanie. (tvn24.pl)
- Chińska państwowa firma lotnicza Comac zaprezentowała po raz pierwszy swój nowy dwusilnikowy odrzutowy samolot pasażerski Comac C919, który ma być konkurencją dla Boeinga 737 i Airbusa A320. (tvn24bis.pl)

## 1 listopada
- Samoloty Turcji i USA ostrzelały w Syrii cele Państwa Islamskiego zabijając ponad 50 bojowników tego dżihadystycznego ugrupowania. (tvn24.pl)
- W ataku na hotel w stolicy Somalii, Mogadiszu, zginęło 15 osób. Do ataku przyznali się islamiści z powiązanej z Al-Ka’idą grupy Asz-Szabab. Wśród zabitych jest co najmniej jeden parlamentarzysta, a także generał, który w 2012 roku dowodził ofensywą przeciwko Asz-Szabab. (wp.pl)
- Co najmniej 11 migrantów utonęło na Morzu Egejskim w pobliżu wyspy Samos. Z łodzi, która zatonęła u wybrzeży wyspy, uratowano 15 osób, dwie są zaginione. (wp.pl)
- Ponad 10 tys. osób wyszło na ulice Bukaresztu, by wziąć udział w marszu upamiętniającym ofiary pożaru w klubie nocnym, w wyniku którego zginęło przynajmniej 30 osób. (wp.pl, wp.pl))
- W Turcji rozpoczęły się przedterminowe wybory parlamentarne, które wygrała konserwatywno-islamistyczna Partia Sprawiedliwości i Rozwoju, uzyskując absolutną większość parlamentarną. W licznie zamieszkiwanym przez Kurdów mieście Diyarbakir wybuchły zamieszki. (wp.pl)
- Niskie ceny ropy naftowej uderzyły w amerykańską branżę naftową. W tym roku w tym sektorze pracę straciło 87 tys. osób. Do największych koncernów zwalniających ludzi dołączył Chevron, który zwolnił 7 tys. osób. (tvn24bis.pl)
- W rozegranym w Singapurze turnieju tenisowym WTA Finals zwycięstwa odniosły: Agnieszka Radwańska (w grze pojedynczej) oraz Martina Hingis i Sania Mirza (w grze podwójnej). (polski-tenis.pl)